# Lijst van marathons in Nederland
De volgende pagina bevat een lijst van marathons die in Nederland gehouden worden of werden. In totaal namen er ongeveer 50.500 hardlopers deel aan een van de 23 gehouden marathons in Nederland in 2024.

## Actueel
De volgende marathons worden jaarlijks gehouden:
| Marathon                   | Plaats                     | Parcours              | Maand     | Eerste editie | 2016   | 2017   | 2018   | 2019   | 2020     | 2021     | 2022     | 2023   | 2024     | 2025        |
| -------------------------- | -------------------------- | --------------------- | --------- | ------------- | ------ | ------ | ------ | ------ | -------- | -------- | -------- | ------ | -------- | ----------- |
| Marathon Rotterdam         | Rotterdam                  |                       | april     | 1981          | 12.798 | 13.063 | 13.980 | 14.556 | Afgelast | 10.862   | 11.716   | 16.841 | 17.089   | 17.843      |
| Marathon van Amsterdam     | Amsterdam                  |                       | oktober   | 1975          | 12.181 | 11.390 | 12.116 | 13.596 | Afgelast | 6.607    | 12.666   | 16.062 | 16.814   |             |
| Marathon Eindhoven         | Eindhoven                  |                       | oktober   | 1959          | 2.146  | 2.047  | 2.082  | 2.411  | Afgelast | 1.527    | 2.498    | 2.888  | 4.761    |             |
| Marathon van Utrecht       | Utrecht                    |                       | mei       | 1978          | 349    | 360    | 346    | 443    | -        | Afgelast | Afgelast | 704    | 1.614    | 2.595       |
| Marathon van Enschede      | Enschede                   |                       | april     | 1947          | 621    | 512    | 816    | 662    | Afgelast | Afgelast | 1.080    | 897    | 1.556    | 2.228       |
| Marathon van Leiden        | Leiden                     |                       | mei       | 1991          | 737    | 733    | 709    | 735    | Afgelast | 577      | 637      | 718    | 1.320    | 1.776       |
| Kustmarathon Zeeland       | Burgh-Haamstede-Zoutelande | (deels) onverhard     | oktober   | 2003          | 1.363  | 1.428  | 1.435  | 1.421  | Afgelast | 1.345    | 1.302    | 1.526  | 1.629    |             |
| Berenloop                  | Terschelling               | (deels) onverhard     | november  | 1997          | 569    | 480    | 493    | 444    | Afgelast | 562      | 573      | 557    | 753      |             |
| Lentemarathon              | Amstelveen                 |                       | maart     | 2017          |        | 173    | 215    | 273    | Afgelast | Afgelast | Afgelast | 292    | 529      | 735         |
| Marathon Zeeuws-Vlaanderen | Terneuzen - Hulst          | (deels) onverhard     | april     | 2009          | 489    | 513    | 406    | 575    | Afgelast | Afgelast | 490      | 518    | 592      | 639         |
| Two Rivers Marathon        | Zaltbommel                 |                       | maart     | 2016          | 36     | 95     | 215    | 373    | 0        | Afgelast | 248      | 382    | 443      | 545         |
| Ronde Venen Marathon       | Abcoude                    | (deels) onverhard     | november  | 2017          |        | 251    | 201    | 283    | Afgelast | 270      | 265      | 330    | 396      |             |
| Heuvelland Marathon        | Vaals naar Maastricht      | grotendeels onverhard | maart     | 2019          |        |        |        | 417    | Afgelast | 128      | 274      | 296    | 466      | 390         |
| Marathon Brabant           | Etten-Leur                 |                       | oktober   | 1983          | 306    | 248    | 214    | 270    | Afgelast | Afgelast | 189      | 299    | 352      |             |
| Winter Marathon Leeuwarden | Leeuwarden                 |                       | december  | 2022          |        |        |        |        |          |          | 189      | 200    | 350      |             |
| Spark Marathon Spijkenisse | Spijkenisse                |                       | november  | 2006          | 226    | 252    | 290    | 336    | Afgelast | 178      | 222      | 272    | 333      |             |
| LCW Maastricht Marathon    | Maastricht                 | grotendeels verhard   | mei       | 2025          |        |        |        |        |          |          |          |        |          | 198         |
| Marathon Via Belgica       | Landgraaf naar Maastricht  | (deels) onverhard     | mei       | 2022          |        |        |        |        |          |          | 155      | 106    | Afgelast | 180         |
| Midzomermarathon Apeldoorn | Apeldoorn                  |                       | juni      | 2016          | 31     | 65     | 48     | 0      | Afgelast | Afgelast | 43       | 140    | 171      | 162         |
| De Maasdijk                | Keent naar Oss             | lintmarathon          | juni      | 2010          | 48     | 14     | 22     | 28     | Afgelast | Afgelast | 28       | 74     | 153      | Afgelast    |
| Brabantse Wal Marathon     | Hoogerheide                | (deels) onverhard     | juni      | 2011          | 99     | 69     | 112    | 122    | Afgelast | Afgelast | 104      | 122    | Afgelast | 128         |
| Blaauwbekmarathon          | Winschoten                 | (deels) onverhard     | februari  | 2015          | 54     | 47     | 56     | 69     |          |          |          |        | 84       | geen editie |
| Dijkloop Delfzijl          | Delfzijl                   |                       | december  | 2023          |        |        |        |        |          |          |          | 27     | 67       |             |
| Landschaps Marathon        | Winterswijk                | grotendeels onverhard | september | 2012          |        | 27     |        |        |          | 39       | 24       | 33     | 54       |             |
| Midzomeravond marathon     | Diever                     | (deels) onverhard     | juli      | 2000          | 73     | 61     | 50     | 46     | Afgelast | Afgelast | 23       | 12     | Afgelast | 23          |
| Sri Chinmoy Marathon       | Amsterdam                  | grotendeels onverhard | januari   | 2017          |        | 43     | 38     | 31     | 52       | Afgelast | Afgelast | 31     | 16       | 20          |

(Het aantal deelnemers is geactualiseerd tot 18 mei 2025)

## Niet-jaarlijkse marathons
| Marathon               | Plaats               | Maand    | Eerste editie | Deelnemers laatste editie |
| ---------------------- | -------------------- | -------- | ------------- | ------------------------- |
| Marathon van Apeldoorn | Apeldoorn            | februari | 1974          | 481 (2025)                |
| TT Marathon            | Assen                | november | 2025          |                           |
| Urk Marathon           | Urk                  | oktober  | 2025          |                           |
| Marathon van Rooi      | Sint-Oedenrode       | november | 2007          | 35 (2022)                 |
| Slachtemarathon        | Oosterbierum-Rauwerd | juni     | 2000          | 1.004 (2024)              |

De marathons van Rotterdam, Amsterdam, Eindhoven, Enschede, Leiden en Utrecht zijn in 2024 door World Athletics gecertificeerd voor de internationale marathonranglijst.

## Niet meer gehouden
De volgende marathons worden niet meer gehouden:
| Naam                            | Plaats                | Eerste editie | Laatste editie        | Aantal edities |
| ------------------------------- | --------------------- | ------------- | --------------------- | -------------- |
| Westland Marathon               | Maassluis             | 1969          | 1997 Eenmalig in 2014 | 29             |
| Marathon van Apeldoorn          | Apeldoorn             | 1974          | 2014 Eenmalig in 2025 | 42             |
| Marathon van de Bollenstreek    | Noordwijkerhout/Lisse | 1976          | 1980                  | 3              |
| Drentse Volksmarathon           | Noordseschut          | 1980          | 2001                  | 22             |
| Bikse Natuurmarathon            | Hilvarenbeek          | 1980          | 2023                  | 42             |
| Drenthe Marathon                | Klazienaveen          | 1984          | 2017                  | 34             |
| Almere Marathon                 | Almere                | 1986          | 2005                  | 19             |
| Marathon van Dordrecht          | Dordrecht             | 1986          | 1991                  | 6              |
| Marathon van Helmond            | Helmond               | 1987          | 1989                  | 3              |
| Marathon Meerssen               | Meerssen              | 1998          | 2018                  | 21             |
| Zuiderzee Marathon              | Zwolle                | 2000          | 2010                  | 11             |
| Pijnenburg Bosmarathon          | Soest                 | 2000          | 2018                  | 19             |
| Drents-Friese Woldmarathon      | Diever                | 2000          | 2019                  | 20             |
| Boscross marathon               | Diever                | 2000          | 2019                  | 20             |
| Marathon van Hoorn              | Hoorn                 | 2005          | 2018                  | 14             |
| Ultralopen van Steenbergen      | Steenbergen           | 2005          | 2017                  | 13             |
| Haarlemmermeer Marathon         | Hoofddorp             | 2005          | 2010                  | 6              |
| Groningen Stad Marathon         | Groningen             | 2006          | 2008                  | 3              |
| Marathon van Leeuwarden         | Leeuwarden            | 2007          | 2010                  | 4              |
| Scheveningen-Zandvoort Marathon | Scheveningen          | 2008          | 2018                  | 11             |
| Marathon Amersfoort             | Amersfoort            | 2009          | 2022                  | 13             |
| Den Haag Strandmarathon         | Den Haag              | 2011          | 2020                  | 19             |
| Marathon van Zwolle             | Zwolle                | 2012          | 2013                  | 2              |
| Den Haag Marathon               | Den Haag              | 2013          | 2015                  | 3              |
| Mar-athon                       | Sneek                 | 2014          | 2022                  | 6              |
| Marathon van Tilburg            | Tilburg               | 2017          | 2018                  | 2              |
| Lauwersmeer Marathon            | Lauwersoog            | 2019          | 2019                  | 1              |
| Edese Marathon                  | Ede                   | 2022          | 2022                  | 1              |
| Maastricht Marathon             | Maastricht            | 2022          | 2022                  | 1              |

## Totaal aantal deelnemers
Het aantal (gefinishte) deelnemers van een marathon in Nederland.
| Jaar | Aantal | Verschil       |
| ---- | ------ | -------------- |
| 2016 | 34.167 |                |
| 2017 | 33.316 | -851 (-2%)     |
| 2018 | 35.333 | 2.017 (+6%)    |
| 2019 | 37.933 | 2.600 (+7%)    |
| 2021 | 22.229 | -15.704 (-41%) |
| 2022 | 33.387 | +11.158 (+50%) |
| 2023 | 43.327 | +9.940 (+29%)  |
| 2024 | 50.546 | +7.219 (+17%)  |

(Geactualiseerd op 22 december 2024)